# Grandmother's War Story
Pour plus de détails, voir Fiche technique et Distribution.
Grandmother's War Story est un film américain de Sidney Olcott, réalisé en 1911 avec Gene Gauntier et Jack J. Clark dans les rôles principaux.

## Fiche technique
- Titre : Grandmother's War Story
- Réalisateur : Sidney Olcott
- Photographie : George Hollister
- Société de production : Kalem Company
- Pays :  États-Unis
- Lieu de tournage : Jacksonville (Floride)
- Longueur : 995 pieds
- Date de sortie :
  -  États-Unis : 15 février 1911 (New York)
  -  Royaume-Uni : 27 avril 1911 (Londres)

## Distribution
- Gene Gauntier : la vieille dame
- Jack J. Clark

## Tournage
Le film est tourné à Jacksonville en Floride.